# ドロステのはてで僕ら
『ドロステのはてで僕ら』（ドロステのはてでぼくら）は、ヨーロッパ企画による2020年6月5日公開の日本映画である。観客動員数1万人。

## 概要
劇団『ヨーロッパ企画』の短編映画『ハウリング』をリブートした、劇団初となるオリジナル長編映画。劇団の本拠地である京都・二条のカフェで撮影を行った。
ヨーロッパ企画代表・上田誠が原案・脚本、ヨーロッパ企画の映像ディレクターの山口淳太が監督を務める。ヨーロッパ企画の団員と藤谷理子、ヒロイン役として朝倉あきが出演。
公開にあたっては上映劇場の拡大や国内外の映画祭出品の上映に向けた支援をクラウドファンディング・プラットフォーム「Motion Gallery」で募り、開始から1日も経たずに目標金額に到達した。当初は2020年4月25日から公開予定だったが、新型コロナウイルスによる感染症の拡大を受けて公開が延期された。同年6月5日から下北沢トリウッド、京都シネマといった2館のミニシアターで「試運転上映」が開始され、「じわじわ封切りキャンペーン」と称した全国順次公開となった。同日からはオンライン上映会も実施された。その後は同年7月3日開館のTOHOシネマズ 池袋のオープニング作品に選ばれている。後述の通り日本国外で高く評価され多数の映画賞を受賞しているが、日本国内での受賞はゼロである。
タイトルのドロステとは、ドロステ効果に由来するもの。
全編がほぼワンカットの長回しに見えるように撮影が行われている。

## あらすじ
ある日の夜、仕事を終えたカフェの店長カトウが、店の2階にある自宅でギターを弾こうとしている。ギターのピックを探していると、部屋においてあるモニターから彼を呼ぶ声が聞こえてくる。カトウがモニターを覗くと、そこに映し出されたのはもうひとりのカトウ。モニターの中のカトウは、自分のことを2分後の未来のカトウだと言い出すが…。

## 登場人物
カトウ
演 - 土佐和成
カフェのマスター。自室のモニターと、カフェのモニターが2分間の時差でつながってしまう。
メグミ
演 - 朝倉あき
カフェの隣の理容室の理容師。ひょんなことから騒動に巻き込まれる。
アヤ
演 - 藤谷理子
カフェの店員。
コミヤ
演 - 石田剛太
カフェの客。ラジオドラマの作家。
オザワ
演 - 酒井善史
カフェの客。スマホゲーム開発者。
タナベ
演 - 諏訪雅
カフェの客。自転車ショップの男。
フルヤ
演 - 角田貴志
ヤミ金業者の兄貴分。
ナリタ
演 - 中川晴樹
ヤミ金業者の弟分。
キンジョウ
演 - 永野宗典
カフェの客。
イシヅカ
演 - 本多力
カフェの客。

## スタッフ
- 原案・脚本：上田誠
- 監督・撮影・編集：山口淳太
- 音楽：滝本晃司
- 助監督：鍋島雅郎
- 録音・整音：平川鼓湖
- 美術：後藤円香
- 衣裳：清川敦子
- ヘアメイク：山田美香、松村妙子、広沢友唯
- 撮影協力：カフェ・パラン、ナカハシヘアーサロン
- プロデューサー：大槻貴宏、吉田和睦
- 製作：トリウッド、ヨーロッパ企画
- 配給：トリウッド
- 宣伝：下北沢映画祭

## 主題歌
- 主題歌「タイトルコール」: 歌 - バレーボウイズ

## 評価

### 観客評価
映画レビューサイト・Filmarks（フィルマークス）が発表した「6月第1週公開映画の初日満足度ランキング」では第2位（平均スコア4.34点 / 5点満点、レビュー数61件）を記録した。

### 国外評価
アメリカ合衆国の映画評論サイト「Rotten Tomatoes」で47名の批評家から100%FRESHを獲得。

### 受賞歴
| 発表年 | 賞                                                                                    | 部門                                 | 対象                           | 結果 |
| ------ | ------------------------------------------------------------------------------------- | ------------------------------------ | ------------------------------ | ---- |
| 2021   | 第39回ブリュッセル国際ファンタスティック映画祭 ホワイトレイブン賞、批評家賞           |                                      | ドロステのはてで僕ら           | 受賞 |
| 2021   | 第17回ファンタスポア映画祭 監督賞、AUDIENCE AWARD                                     | インターナショナルコンペティション   | 山口淳太、ドロステのはてで僕ら | 受賞 |
| 2021   | 第21回ニッポン・コネクション ニッポン・ヴィジョンズ観客賞、審査員スペシャルメンション |                                      | ドロステのはてで僕ら           | 受賞 |
| 2021   | 第41回ファンタフェスト ゴールデンバット賞（最優秀賞）                                 |                                      | ドロステのはてで僕ら           | 受賞 |
| 2021   | 第25回プチョン国際ファンタスティック映画祭 NETPAC賞（最優秀アジア映画作品賞）         | ワールドファンタスティックブルー部門 | ドロステのはてで僕ら           | 受賞 |
| 2021   | 第25回ファンタジア国際映画祭 スペシャルメンション、オーディエンスアワード             | NEW FLESH COMPETITION                | ドロステのはてで僕ら           | 受賞 |
| 2021   | 第12回スラッシュ映画祭 審査員賞                                                       |                                      | ドロステのはてで僕ら           | 受賞 |
| 2021   | 第54回シッチェス映画祭 観客賞                                                         |                                      | ドロステのはてで僕ら           | 受賞 |
| 2021   | 第22回ユートピアル映画祭 観客賞                                                       |                                      | ドロステのはてで僕ら           | 受賞 |
| 2021   | 第4回FANTASMAGORIA映画祭 フリオ・ヒメネス賞（最優秀脚本賞）                           |                                      | 上田誠                         | 受賞 |
| 2021   | 第35回ファンタジーフィルムフェスト 観客賞                                             |                                      | ドロステのはてで僕ら           | 受賞 |
| 2021   | 第3回アノマリー映画祭 観客賞                                                          |                                      | ドロステのはてで僕ら           | 受賞 |
| 2021   | 第12回サスカトゥーン・ファンタスティック映画祭 観客賞                                 |                                      | ドロステのはてで僕ら           | 受賞 |
| 2021   | ヘルシンキ・ナイトビジョンス映画祭 観客賞                                             |                                      | ドロステのはてで僕ら           | 受賞 |
| 2021   | 第16回ライデン映画祭 観客賞                                                           | BONKERS！セクション                  | ドロステのはてで僕ら           | 受賞 |
| 2022   | 第3回グラインドハウス・パラダイス映画祭 観客賞                                        |                                      | ドロステのはてで僕ら           | 受賞 |
| 2022   | 第14回ミルウォーキー映画祭 EMERGING FICTION賞                                         |                                      | ドロステのはてで僕ら           | 受賞 |
| 2022   | 第28回FANT Film Fest 監督賞                                                           |                                      | 山口淳太                       | 受賞 |
| 2022   | 第11回モルビド・メリダ映画祭 観客賞                                                   |                                      | ドロステのはてで僕ら           | 受賞 |

## ソフト化
- 『ドロステのはてで僕ら』Blu-ray、DVD 2023年9月20日発売